# Hal Linden
Hal Linden, född Harold Lipshitz den 20 mars 1931 i Bronx i New York, är en amerikansk skådespelare, TV-regissör och musiker.
Han lärde sig spela klarinett som ung och spelade klarinett och saxofon i olika orkestrar och band. Musiken var Lindens väg in i underhållningsbranschen och ledde sedan till ett intresse för skådespeleri och han medverkade i flera musikaler. Han vann ett Tony Award 1971 för sin roll i The Rothschilds. Efter detta tog hans TV-karriär fart. Han är mest känd för titelrollen i TV-serien Barney Miller (1974–1982). För den nominerades han till sju Primetime Emmy Awards och tre Golden Globe Awards. Han var också värd för dokumentärprogrammen Animals, Animals, Animals och FYI. För den senare vann han två Daytime Emmy Awards.
Linden gifte sig med Frances Martin 1958. De fick fyra barn och var gifta till hennes död 2010.